# Mouvement associatif des Italiens à l'étranger
 (février 2018).
Le Mouvement associatif des Italiens à l'étranger (en italien : Movimento associativo Italiani all'estero, abrégé en MAIE) est une association d'Italiens vivant en Amérique (et particulièrement en Argentine et au Brésil) qui se présente comme parti politique lors des élections générales de 2008.
Bien qu'à ses débuts, le mouvement représentait exclusivement les émigrés italiens vivant en Amérique du Sud, il s'est progressivement étendu à toute l'Amérique, et représente maintenant tous les italiens, de l'Amérique du Nord à l'Amérique du Sud.

## Histoire
Lors de ces élections de 2008, il a obtenu deux parlementaires, un député, Ricardo Merlo, et une sénatrice, Mirella Giai, tous deux résidant en Argentine. Ces parlementaires adhèrent au groupe mixte (non-inscrits) avec les Libéraux-démocrates. Lors des élections générales de 2013, il obtient deux députés et un sénateur en Amérique du Sud. Son responsable à l'époque était Carlo Alberto Brusa. En 2016, les députés adhérent au groupe ALA - Scelta Civica per la Costituente Liberale e Popolare. Lors des élections générales italiennes de 2018, le MAIE perd un député, obtenant 104 538 voix (9,68 %) et conserve un sénateur qui est rejoint en mai 2018 par Adriano Cario (ex USEI).